# TightVNC
TightVNC — кроссплатформенная свободная программа, реализация VNC с расширениями для оптимизации работы в условиях медленных каналов передачи данных. 
Позволяет обращаться дистанционно к рабочему столу другого компьютера через клиентскую программу или браузер, используя встроенный веб-сервер. Помимо оптимизации пропускной способности, TightVNC также включает множество других усовершенствований[уточнить]. Совместим со стандартным программным обеспечением для VNC: другие VNC-клиенты могут подключаться к рабочим столам, обслуживаемым сервером TightVNC, как и из клиента TightVNC можно обратиться к удалённым узлам, обслуживаемым другим сервером VNC.